# Климас, Эгис
Эгис Климас (англ. Egis Klimas; род. 12 октября 1964, Литовская ССР, СССР) — американский предприниматель литовского происхождения. Один из крупнейших боксёрских менеджеров.

## Биография
Родился 12 октября 1964 года в Литовской ССР.
Переехал в США в 1989 году.
В США он занимается менеджментом профессиональных боксёров преимущественно из стран бывшего СССР. Сотрудничает с промоутерской компанией Top Rank.

## Боксёры
Некоторые известные боксёры, дела которых вёл или ведёт Эгис Климас. Выходили на бои за титул чемпиона мира, сотрудничая с Климасом.
| Имя                 | Весовая категория                  | Гражданство | Начало сотрудничества | Окончание сотрудничества |
| ------------------- | ---------------------------------- | ----------- | --------------------- | ------------------------ |
| Александр Усик      | 1-я тяжёлая, тяжёлая               | Украина     | 2016                  | н. в.                    |
| Василий Ломаченко   | полулёгкая, 2-я полулёгкая, лёгкая | Украина     | 2013                  | н. в.                    |
| Александр Гвоздик   | полутяжёлая                        | Украина     | 2014                  | 2020                     |
| Сергей Ковалёв      | полутяжёлая, 1-я тяжёлая           | Россия      | 2009                  | н. в.                    |
| Эгидиюс Каваляускас | полусредняя                        | Литва       | ?                     | н. в.                    |
| Евгений Градович    | 2-я легчайшая, полулёгкая          | Россия      | 2009                  | 2017                     |
| Жанибек Алимханулы  | средняя                            | Казахстан   | 2018                  | н. в.                    |
| Шавкатджон Рахимов  | 2-я полулёгкая                     | Таджикистан | ?                     | н. в.                    |
| Вячеслав Глазков    | тяжёлая                            | Украина     | ?                     | 2017                     |
| Александр Беспутин  | полусредняя                        | Россия      | 2015                  | н. в.                    |
| Бахрам Муртазалиев  | 1-я средняя                        | Россия      | ?                     | н. в.                    |